# Västra Torsås kyrka

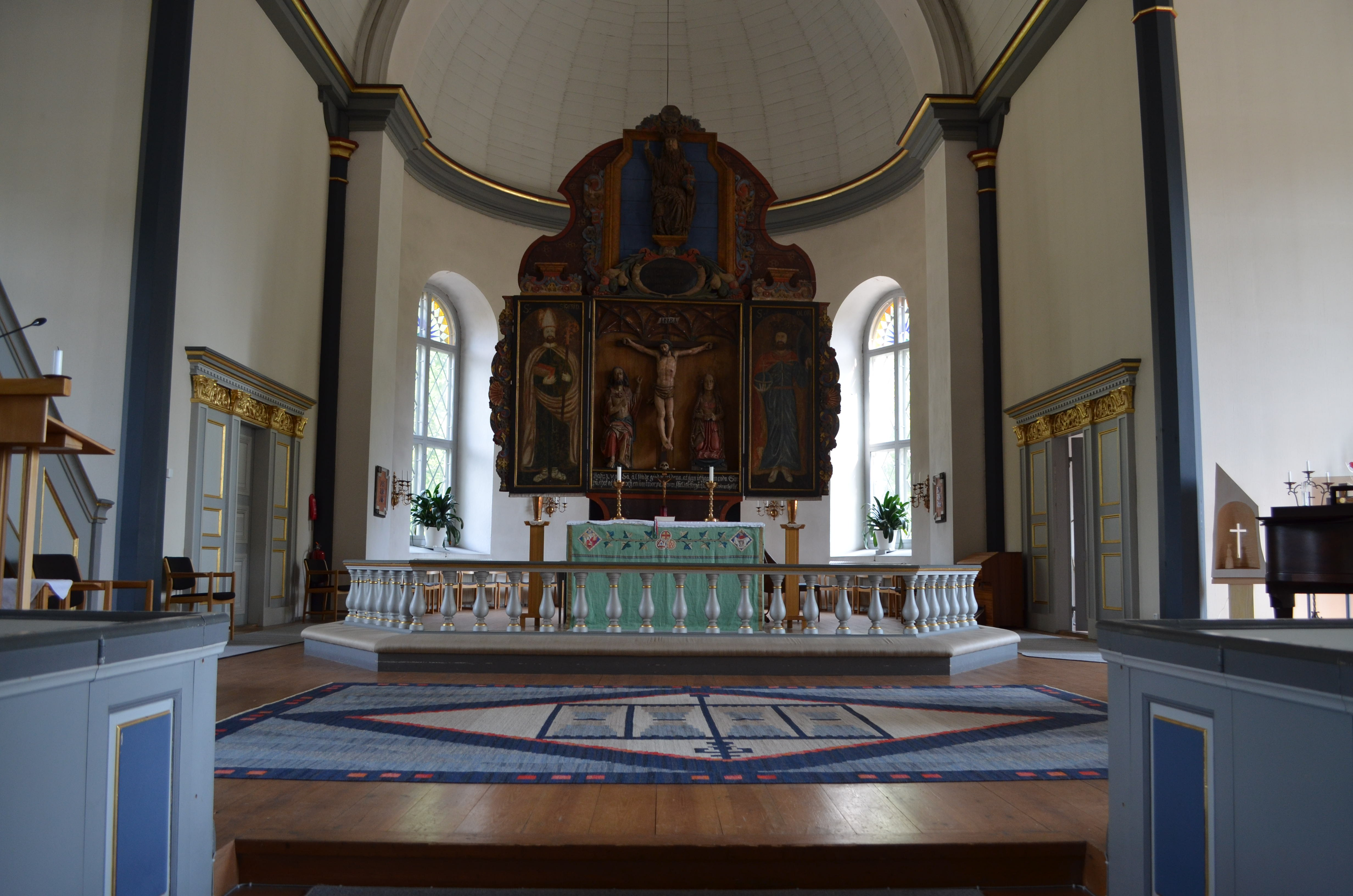
Västra Torsås kyrka Altaret

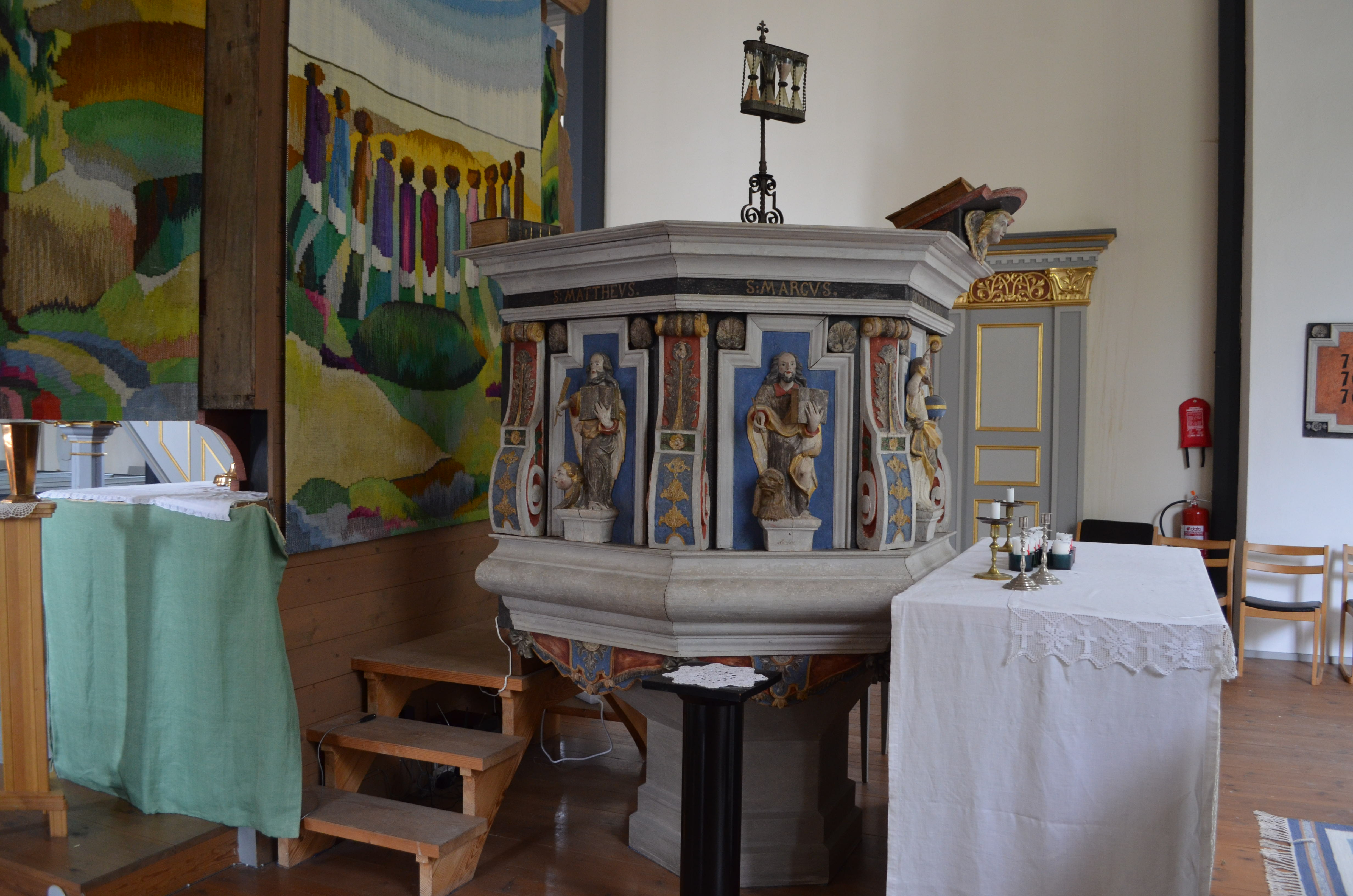
Västra Torsås kyrkas predikstol.

 Västra Torsås kyrka  är en kyrkobyggnad i Lönashult. Den är församlingskyrka i Västra Torsås församling i Växjö stift. 

## Kyrkobyggnaden
Den första kyrkan i Västra Torsås  var en liten medeltida träkyrka  belägen i Torsås by. 1727  ersattes  denna av en skeppsformig  kyrkobyggnad med ett åttakantigt mittparti, även denna byggd i trä. Under 1800-talets stora kyrkobyggnadsperiod väcktes frågan om uppförande av  en ny, rymligare kyrka .Det uppstod tvist var den nya kyrkan skulle byggas. Frågan fick avgöras  av Kungl Maj:t  1858 som fastställde platsen till Lönashult.  Byggnadsarbetet kom igång  1870. 1872  var den nya kyrkan färdig. Kyrkan består av ett rektangulärt långhus med  halvrunt kor i öster. Tornet i väster är försett med en brant huv med  tornur ,samt en lanternin  som avslutas med en spira  krönt av ett kors.  Kyrkorummet är  treskeppigt med välvt tak i mitten och plant vid sidorna. Den stil som kyrkan representerar kan  betecknas som  historiserande blandstil. Påfallande likheter i blandstil kan man finna i Vederslövs nya kyrkas arkitektur.

## Inventarier
- Dopfunt  med  baldakin bestående av ljudtaket till predikstolen från den förutvarande kyrkan.
- Altaruppsats från 1400-talet, moderniserad av Sven Segervall, Växjö 1734. Ursprungligen har motivet varit Jungfru Marias  kröning men förändrats till en korsfästelsescen.
- Predikstol i barock från början av  1700-talet. Rikt skulpterad. Denna har sin plats bakom  altarskåpet där ett mindre andaktsrum inretts. (Tidigare utgjordes denna del av sakristia avskild med en skärmvägg.)
- Predikstol i  nyklassicistisk stil  med förgyllda symboler i korgens speglar. Ljudtak krönt med kors.
- Bänkinredning  från kyrkans tillkomsttid.
- Orgelläktare med ett framskjutet mittparti.

## Orgel
- Orgeln från 1767-1768, som flyttades från den förutvarande kyrkan till den nya, har en fasad i barockstil. Den byggdes av Jonas Wistenius, Linköping och hade tio stämmor. Orgeln kostade 5600 daler och arbetat utfördes av Pehr Schiörlin.[1]
- 1923 byggde Walcker Orgelbau, Tyskland en orgel med 26 stämmor.
- Det nuvarande mekaniska orgelverket med 18 stämmor är byggt 1965 av Jacoby orgelverkstad med barockfasaden bevarad.

| Huvudverk I       | Svällverk II      | Pedal         | Koppel |
| Trägedackt 8´     | Rörflöjt 8´       | Subbas 16´    | I/P    |
| Kvintadena 8´     | Koppelflöjt 4´    | Principal 8´  | II/P   |
| Principal 4´      | Principal 2´      | Flagflöjt 4´  | II/I   |
| Spetsflöjt 4´     | Waldflöjt 2'      | Mixtur 3 f 2' |        |
| Kvinta 2 2⁄3'     | Scharf 2 f 1'     | Fagott 16'    |        |
| Oktava 2'         | Regal 8'          |               |        |
| Mixtur 4 f 1 1/3' | Crescendosvällare |               |        |